# Giovanni Matteo Faà di Bruno

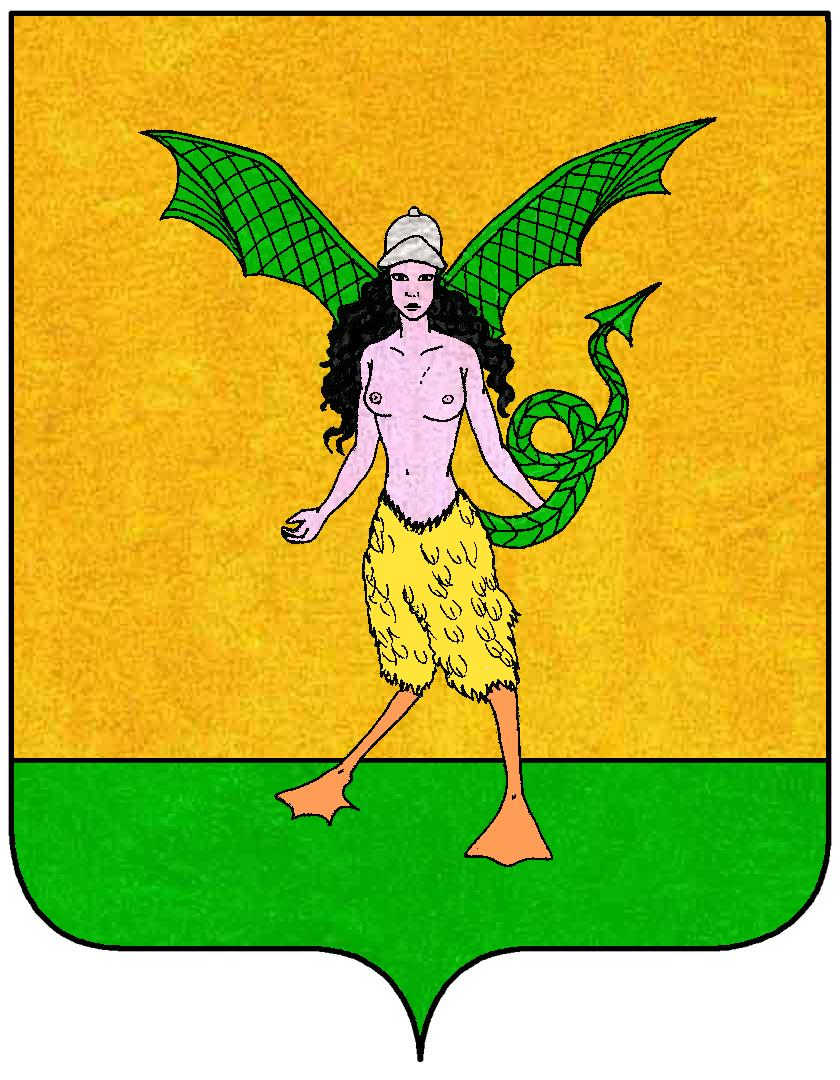
Stemma della famiglia Faà di Bruno

Giovanni Matteo Faà di Bruno (1570 circa) è stato un compositore italiano.

## Biografia
Giovanni Matteo Faà di Bruno (anche Horazio o Orazio di Faà) era un nobile, membro della famiglia Faà di Bruno di Casale Monferrato. Fu il primo feudatario di Bruno Musicista di una certa importanza, nel corso della sua vita ha composto un numero limitato di opere sacre e profane, in particolare due libri di madrigali e una serie di vespri. La sua affiliazione con la famiglia ducale dei Gonzaga è evidente nelle prefazioni dedicatorie ai suoi libri di madrigali; il primo dedicato a Guglielmo Gonzaga e il secondo a suo figlio ed erede al trono ducale Vincenzo.
Andrea Botta, maestro di cappella del duomo di Casale, che compilò la seconda edizione del primo libro, menziona nella prefazione una pubblicazione dei Vespri di Faà (ora ritenuta Salmi di David (1573)); oltre a una messa in scena dei vespri, contiene numerosi mottetti (per un massimo di otto voci), oltre a un'impostazione del Magnificat.